# Exhyalanthrax occidabruptus
Exhyalanthrax occidabruptus är en tvåvingeart som först beskrevs av Wray Merrill Bowden 1964.  Exhyalanthrax occidabruptus ingår i släktet Exhyalanthrax och familjen svävflugor. Inga underarter finns listade i Catalogue of Life.